# Herrenburg

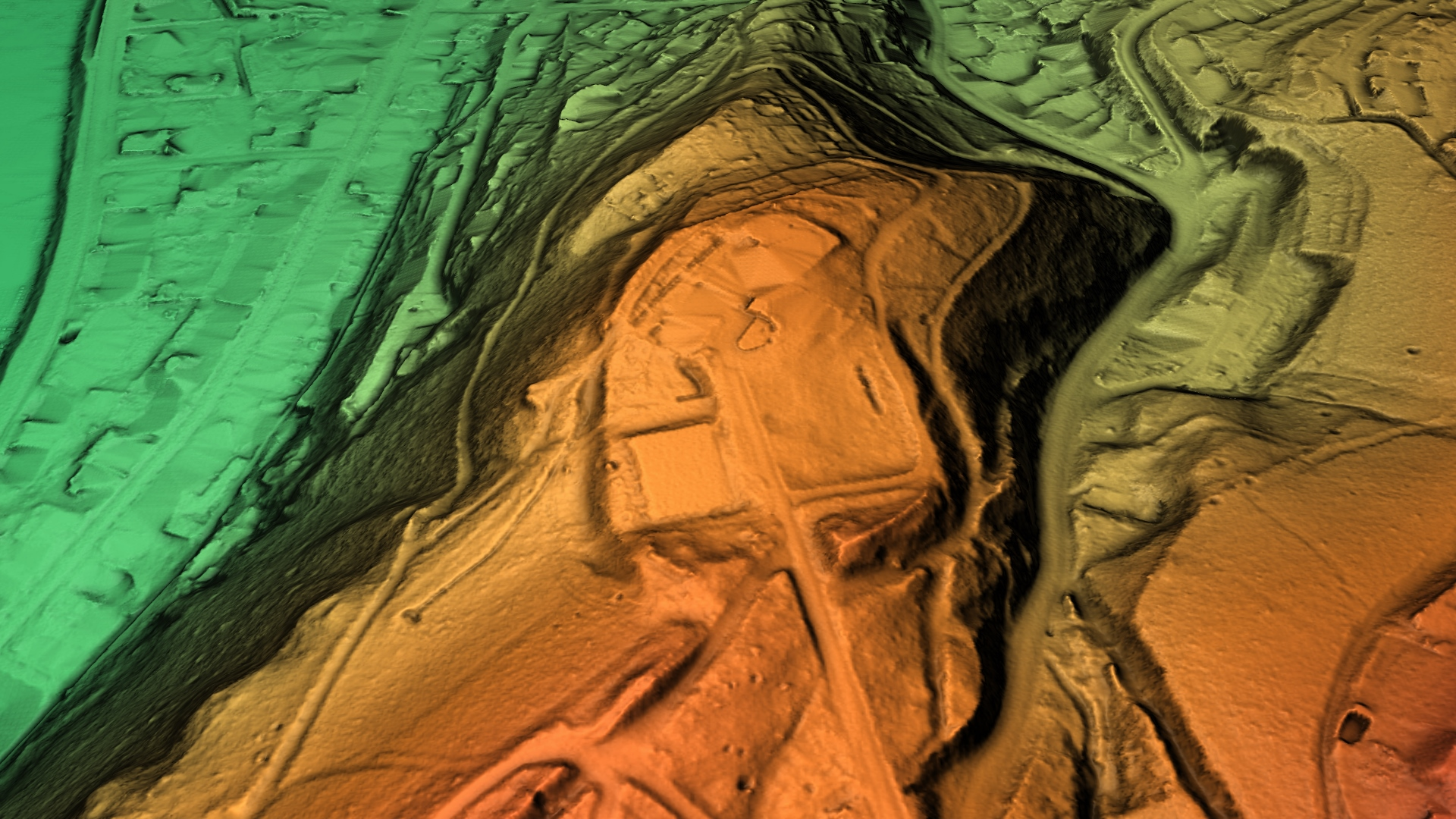
3D-Ansicht des digitalen Geländemodells

Die Herrenburg ist eine abgegangene karolingische Ringwallanlage südlich von Essen-Werden linksseitig der Ruhr auf dem Pastoratsberg.
Es handelt sich um eine ovale, im Durchmesser 150 m mal 100 m große Anlage mit Resten von Mauerwerk aus Bruchsteinen und einer Reihe von Wällen. Funde aus dem 9. bis 11. Jahrhundert deuten auf die Entstehung der Burganlage im Frühmittelalter hin. Der Berg ist benannt nach dem mittelalterlichen Pfarrhaus von St. Clemens, das später inmitten der Wallanlage stand. Weiter südlich befindet sich die Alteburg.

## Weblink

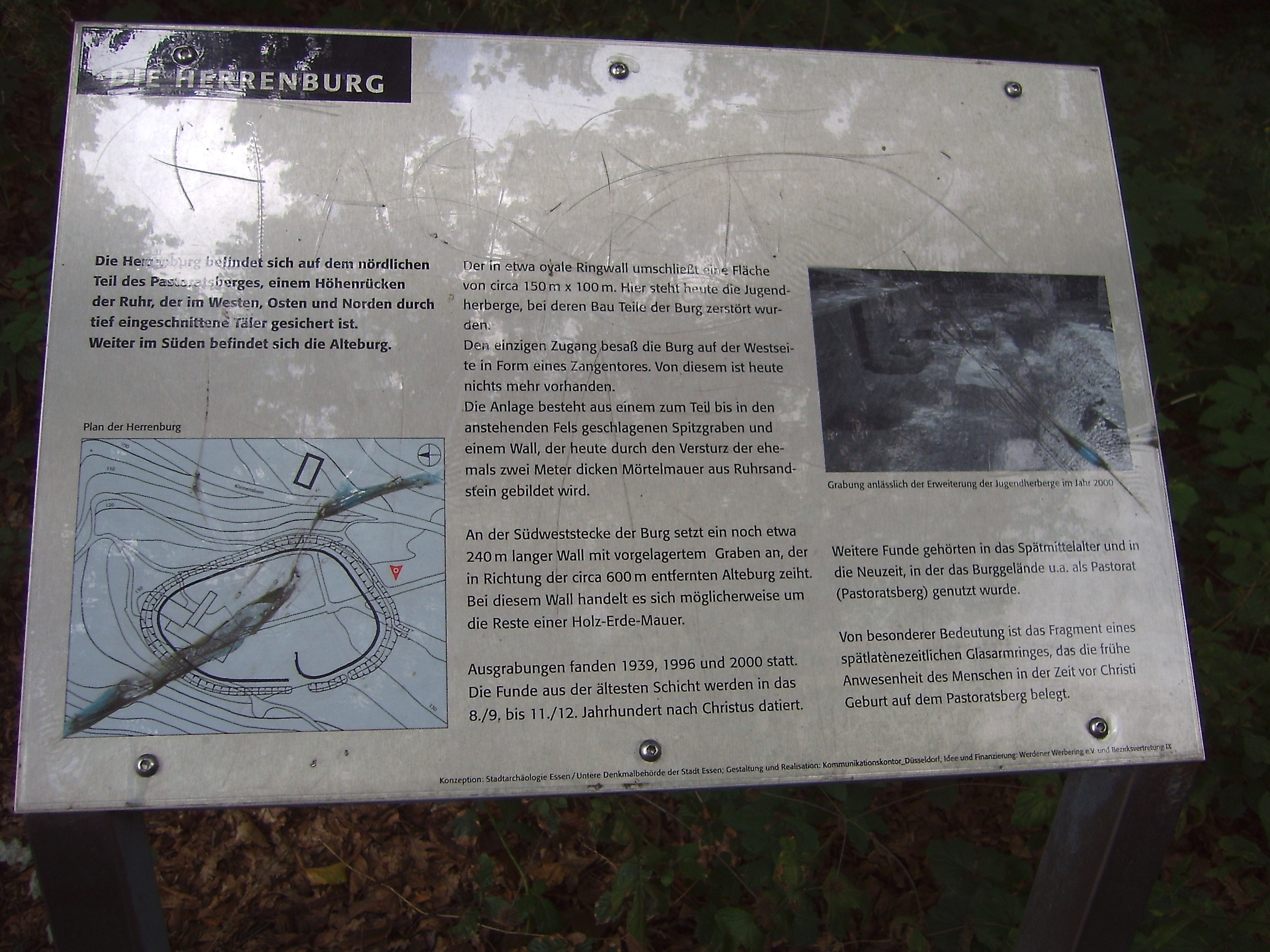
Denkmaltafel des Bodendenkmal Herrenburg

- Bodendenkmal Herrenburg